# Каяду, Давид
Дави́д Кая́ду Ди́аш (порт. David Caiado Dias; 2 мая 1987, Люксембург, Люксембург) — португальский футболист, полузащитник.

## Клубная карьера
С 2001 года — в клубной академии лиссабонского «Спортинга». В сезоне 2005/06 попал в заявку основной команды. Единственный матч провёл 7 января 2006 года, выйдя на замену в матче чемпионата Португалии против «Браги».
В сезонах 2006/07 и 2007/08 на правах аренды провёл «Эшторил-Прае», выступавшей в Лига ди онра. Летом 2008 года истёк контракт со «Спортингом», и Каяду на правах свободного агента перешёл в «Трофенсе», добившийся права выступления в высшей лиге Португалии.
В феврале 2009 года прибыл на просмотр в российский «Терек», были согласованы детали трансфера и пятилетнего контракта, но грозненский клуб отказался от перехода.
По результатам сезона 2008/09 «Трофенсе» занял последнее место и покинул высшую лигу, Каяду принял решение перейти на правах аренды в клуб польской высшей лиги «Заглембе» (Любин). В зимний период дозаявок вернулся в «Трофенсе».
С 2010 по 2011 год выступал за кипрский «Олимпиакос». В январе 2012 года перешёл в болгарский «Берое». В составе команды в чемпионате Болгарии провёл 59 матчей и забил 17 мячей. Вместе с командой становился обладателем Кубка и Суперкубка Болгарии.
Первую половину 2014 года провёл в симферопольской «Таврии».

## Достижения
- Обладатель Кубка Болгарии: 2012/13
- Обладатель Суперкубка Болгарии: 2013

## Статистика
| Выступление          | Выступление                  | Выступление | Лига | Лига | Кубок | Кубок | Кубок Лиги | Кубок Лиги | Итого | Итого |
| Клуб                 | Лига                         | Сезон       | Игры | Голы | Игры  | Голы  | Игры       | Голы       | Игры  | Голы  |
| -------------------- | ---------------------------- | ----------- | ---- | ---- | ----- | ----- | ---------- | ---------- | ----- | ----- |
| Спортинг (Лиссабон)  | Примейра лига                | 2005/06     | 1    | 0    | 0     | 0     | —          | —          | 1     | 0     |
| Эшторил-Прая         | Лига ди онра                 | 2006/07     | 17   | 1    | 0     | 0     | —          | —          | 17    | 1     |
| Эшторил-Прая         | Лига ди онра                 | 2007/08     | 2    | 0    | 0     | 0     | 2          | 0          | 4     | 0     |
| Эшторил-Прая         | Итого                        | Итого       | 19   | 1    | 0     | 0     | 2          | 0          | 21    | 1     |
| Трофенсе             | Примейра лига                | 2008/09     | 17   | 0    | 3     | 1     | 0          | 0          | 20    | 1     |
| Заглембе (Любин)     | Экстракласса                 | 2009/10     | 9    | 1    | 1     | 0     | —          | —          | 10    | 1     |
| Трофенсе             | Лига ди онра                 | 2009/10     | 8    | 2    | 0     | 0     | 2          | 0          | 10    | 2     |
| Олимпиакос (Никосия) | Дивизион A                   | 2010/11     | 28   | 2    | —     | —     | —          | —          | 28    | 2     |
| Олимпиакос (Никосия) | Дивизион A                   | 2011/12     | 9    | 1    | —     | —     | —          | —          | 9     | 1     |
| Олимпиакос (Никосия) | Итого                        | Итого       | 37   | 3    | —     | —     | —          | —          | 37    | 3     |
| Берое                | Дивизион A                   | 2011/12     | 13   | 6    | 0     | 0     | 0          | 0          | 13    | 6     |
| Берое                | Дивизион A                   | 2012/13     | 23   | 4    | 0     | 0     | 0          | 0          | 23    | 4     |
| Берое                | Дивизион A                   | 2013/14     | 23   | 9    | 1     | 1     | 0          | 0          | 24    | 10    |
| Берое                | Итого                        | Итого       | 59   | 19   | 1     | 1     | —          | —          | 60    | 20    |
| Таврия               | Чемпионат Украины по футболу | 2013/14     | 10   | 0    | —     | —     | —          | —          | 10    | 0     |